# 世界でたったひとりの君に
「世界でたったひとりの君に」（せかいでたったひとりのきみに）は、稲垣潤一の26枚目のシングル。1992年5月20日にファンハウスから発売された。

## 背景
ケンタッキーフライドチキン東北地方限定CMソング。12thアルバム「SKETCH of HEART」と同日発売。

## 収録曲
1. 世界でたったひとりの君に
作詞：渡辺なつみ　作曲：桑村達人　編曲：坂本洋
2. Ms. Joanna
作詞：秋元康　作曲：岸正之　編曲：萩田光雄